# Дискография Lil Skies
Дискография американского рэпера Lil Skies состоит из двух студийного альбома, четырёх микстейпов, одного мини-альбома и 40 синглов (в том числе 20 в качестве приглашённого исполнителя).

## Альбомы

### Студийные альбомы
| Название                                                                                 | Детали                                                                                    | Высшая позиция в чартах | Высшая позиция в чартах | Высшая позиция в чартах | Высшая позиция в чартах | Высшая позиция в чартах | Высшая позиция в чартах | Высшая позиция в чартах | Высшая позиция в чартах | Высшая позиция в чартах | Высшая позиция в чартах | Сертификации    |
| Название                                                                                 | Детали                                                                                    | US                      | US R&B/HH               | US Rap                  | AUS                     | BEL (FL)                | CAN                     | NLD                     | NZ                      | SWE                     | UK                      | Сертификации    |
| ---------------------------------------------------------------------------------------- | ----------------------------------------------------------------------------------------- | ----------------------- | ----------------------- | ----------------------- | ----------------------- | ----------------------- | ----------------------- | ----------------------- | ----------------------- | ----------------------- | ----------------------- | --------------- |
| Shelby                                                                                   | - Релиз: 1 марта 2019 - Лейбл: All We Got, Atlantic - Формат: CD, цифровая загрузка       | 5                       | 2                       | 2                       | 20                      | 57                      | 7                       | 11                      | 21                      | 27                      | 30                      | - RIAA: золотой |
| Unbothered                                                                               | - Релиз: 22 января 2021 - Лейбл: All We Got, Atlantic - Формат: CD, LP, цифровая загрузка | 50                      | 29                      | 24                      | —                       | —                       | 48                      | —                       | —                       | —                       | —                       |                 |
| «—» обозначает запись, которая не попала в чарт или не была выпущена на этой территории. |                                                                                           |                         |                         |                         |                         |                         |                         |                         |                         |                         |                         |                 |

### Микстейпы
| Название                                                                                 | Детали                                                                                                 | Высшая позиция в чартах | Высшая позиция в чартах | Высшая позиция в чартах | Высшая позиция в чартах | Сертификация                              |
| Название                                                                                 | Детали                                                                                                 | US                      | US R&B/HH               | US Rap                  | CAN                     | Сертификация                              |
| ---------------------------------------------------------------------------------------- | --- | ----------------------- | ----------------------- | ----------------------- | ----------------------- | ----------------------------------------- |
| Good Grades Bad Habits                                                                   | - Релиз: 14 сентября 2015 - Лейбл: Вне лейбла - Формат: Цифровая загрузка                              | —                       | —                       | —                       | —                       |                                           |
| Good Grades Bad Habits 2                                                                 | - Релиз: 25 февраля 2016 - Лейбл: Вне лейбла - Формат: Цифровая загрузка                               | —                       | —                       | —                       | —                       |                                           |
| Alone                                                                                    | - Релиз: 20 января 2017 - Лейбл: Вне лейбла - Формат: Цифровая загрузка                                | —                       | —                       | —                       | —                       |                                           |
| Life of a Dark Rose                                                                      | - Релиз: 10 января 2018 - Лейбл: All We Got, Atlantic - Формат: CD, цифровая загрузка                  | 10                      | 6                       | 8                       | 17                      | - RIAA: Platinum - BPI: Silver - MC: Gold |
| Life of a Dark Rose 2                                                                    | - Будет объявлено позже (2022) - Лейбл: All We Got, Atlantic - Формат: LP, цифровая загрузка, стриминг | Будет объявлено позже   | Будет объявлено позже   | Будет объявлено позже   | Будет объявлено позже   | Будет объявлено позже                     |
| «—» обозначает запись, которая не попала в чарт или не была выпущена на этой территории. | |                         |                         |                         |                         |                                           |

## Мини-альбомы
| Название            | Детали                                                                    |
| ------------------- | ------------------------------------------------------------------------- |
| Glowing Microphones | - Релиз: 22 сентября 2012 - Лейбл: Вне лейбла - Формат: Цифровая загрузка |

## Синглы

### Как ведущий артист
| Название                                                                                 | Год  | Максимальная позиция в чартах | Максимальная позиция в чартах | Максимальная позиция в чартах | Максимальная позиция в чартах | Максимальная позиция в чартах | Максимальная позиция в чартах | Сертификации                            | Альбом              |
| Название                                                                                 | Год  | US                            | US R&B /HH                    | US Rap                        | CAN                           | NZ Hot                        | UK                            | Сертификации                            | Альбом              |
| ---------------------------------------------------------------------------------------- | ---- | ----------------------------- | ----------------------------- | ----------------------------- | ----------------------------- | ----------------------------- | ----------------------------- | --------------------------------------- | ------------------- |
| «Red Roses» (при участии Landon Cube)                                                    | 2017 | 69                            | 28                            | 24                            | 76                            | —                             | —                             | - RIAA: 2 × платиновый - MC: платиновый | Life of a Dark Rose |
| «Nowadays» (при участии Landon Cube)                                                     | 2017 | 55                            | 22                            | 20                            | 63                            | —                             | —                             | - RIAA: 2 × платиновый - MC: платиновый | Life of a Dark Rose |
| «Lust»                                                                                   | 2017 | 87                            | 47                            | —                             | —                             | —                             | —                             | - RIAA: 2 × платиновый - MC: платиновый | Life of a Dark Rose |
| «Welcome to the Rodeo»                                                                   | 2018 | —                             | —                             | —                             | —                             | —                             | —                             | - MC: золотой - RIAA: золотой           | Life of a Dark Rose |
| «I Know You» (при участии Yung Pinch)                                                    | 2018 | 79                            | 45                            | —                             | 94                            | —                             | —                             | - RIAA: золотой                         | Внеальбомный сингл  |
| «Creeping» (при участии Rich the Kid)                                                    | 2018 | —                             | 44                            | —                             | 93                            | —                             | —                             | - RIAA: золотой                         | Внеальбомный сингл  |
| «Pop Star»                                                                               | 2018 | —                             | —                             | —                             | —                             | —                             | —                             |                                         | Внеальбомный сингл  |
| «World Rage»                                                                             | 2018 | —                             | —                             | —                             | —                             | —                             | —                             |                                         | Внеальбомный сингл  |
| «No Rest»                                                                                | 2018 | —                             | —                             | —                             | —                             | —                             | —                             |                                         | Внеальбомный сингл  |
| «Oops Want Me Dead»                                                                      | 2018 | —                             | —                             | —                             | —                             | —                             | —                             |                                         | Внеальбомный сингл  |
| «Real Ties»                                                                              | 2019 | —                             | —                             | —                             | —                             | —                             | —                             |                                         | Внеальбомный сингл  |
| «Name in the Sand»                                                                       | 2019 | —                             | —                             | —                             | —                             | —                             | —                             |                                         | Shelby              |
| «i»                                                                                      | 2019 | 39                            | 17                            | 15                            | 51                            | 6                             | 93                            | - MC: платиновый - RIAA: золотой        | Shelby              |
| «Going Off»                                                                              | 2019 | —                             | —                             | —                             | —                             | —                             | —                             |                                         | TBA                 |
| «Magic»                                                                                  | 2019 | —                             | —                             | —                             | —                             | —                             | —                             |                                         | TBA                 |
| «More Money More Ice»                                                                    | 2019 | —                             | —                             | —                             | —                             | —                             | —                             |                                         | TBA                 |
| «Havin’ My Way» (при участии Lil Durk)                                                   | 2020 | —                             | —                             | —                             | —                             | 28                            | —                             |                                         | TBA                 |
| «More Money More Ice»                                                                    | 2020 | —                             | —                             | —                             | —                             | —                             | —                             |                                         | TBA                 |
| «—» обозначает запись, которая не попала в чарт или не была выпущена на этой территории. |      |                               |                               |                               |                               |                               |                               |                                         |                     |

#### Комментарии
1. ↑  «Welcome to the Rodeo» не вошёл в чарт Billboard Hot 100, но достиг высшей позиции под номером 20 в чарте Bubbling Under Hot 100 Singles.[26]
2. ↑  «Creeping» не вошёл в чарт Billboard Hot 100, но достиг высшей позиции под номером один в чарте Bubbling Under Hot 100 Singles.[28]

### Как приглашенный артист
| Название                                                                                  | Год  | Максимальная позиция в чартах | Максимальная позиция в чартах | Максимальная позиция в чартах | Максимальная позиция в чартах | Сертификации    | Альбом                  |
| Название                                                                                  | Год  | US                            | US R&B                        | CAN                           | NZ Hot                        | Сертификации    | Альбом                  |
| ----------------------------------------------------------------------------------------- | ---- | ----------------------------- | ----------------------------- | ----------------------------- | ----------------------------- | --------------- | ----------------------- |
| «Lonely» (Yung Bans при участии Lil Skies)                                                | 2017 | —                             | —                             | —                             | —                             |                 | Внеальбомный сингл      |
| «LilSkiesFuneral» (Wifisfuneral при участии Lil Skies)                                    | 2018 | —                             | —                             | —                             | —                             |                 | Ethernet                |
| «Off the Gas» (6 Dogs при участии Lil Skies)                                              | 2018 | —                             | —                             | —                             | —                             |                 | Внеальбомный сингл      |
| «Drop Top Benz» (Lil Gnar при участии Lil Skies)                                          | 2018 | —                             | —                             | —                             | —                             |                 | Gnar Lif3               |
| «Moving On» (Global Dan при участии Lil Skies)                                            | 2018 | —                             | —                             | —                             | —                             |                 | Внеальбомный сингл      |
| «Fr Fr» (Уиз Халифа при участии Lil Skies)                                                | 2018 | 73                            | 31                            | 89                            | —                             | - RIAA: золотой | Rolling Papers II       |
| «Lies» (Lil Xan при участии Lil Skies)                                                    | 2018 | —                             | —                             | —                             | —                             |                 | Heartbreak Soldiers     |
| «Celebrate» (Hoodrich Pablo Juan & Danny Wolf при участии Lil Skies)                      | 2018 | —                             | —                             | —                             | —                             |                 | Hoodwolf 2              |
| «GRAVE» (Lil Gnar при участии Lil Skies)                                                  | 2018 | —                             | —                             | —                             | —                             |                 | Gnar Lif3               |
| «Rockstar» (Lil Durk при участии Lil Skies)                                               | 2018 | —                             | —                             | —                             | —                             |                 | Signed To The Streets 3 |
| «Meds» (Ybs Skola при участии Lil Skies)                                                  | 2018 | —                             | —                             | —                             | —                             |                 | Only Hope 3             |
| «Nightmares» (Yung Pinch при участии Lil Skies)                                           | 2019 | —                             | —                             | —                             | —                             |                 | TBA                     |
| «Let Me See» (Juicy J, Kevin Gates при участии Lil Skies)                                 | 2019 | —                             | —                             | —                             | —                             |                 | Внеальбомный сингл      |
| «Heartbreaker» (The Drip при участии Lil Skies)                                           | 2019 | —                             | —                             | —                             | —                             |                 | Mood EP                 |
| «I Like Girls» (PnB Rock при участии Lil Skies)                                           | 2019 | —                             | 48                            | —                             | 39                            | - RIAA: золотой | TrapStar Turnt PopStar  |
| «Death Note» (GNAR, Craig Xen при участии Lil Skies)                                      | 2019 | —                             | —                             | —                             | —                             |                 | Fire Hazard             |
| «17» (Landon Cube при участии Lil Skies)                                                  | 2019 | —                             | —                             | —                             | —                             |                 | Orange                  |
| «Burning Memories» (Machine Gun Kelly при участии Lil Skies)                              | 2019 | —                             | —                             | —                             | —                             |                 | Hotel Diablo            |
| «Carrie» (Landon Cube при участии Lil Skies)                                              | 2019 | —                             | —                             | —                             | —                             |                 | Внеальбомный сингл      |
| «Dirty Dirty» (Smokepurpp при участии Lil Skies)                                          | 2019 | —                             | —                             | —                             | —                             |                 | Deadstar 2              |
| «—» обозначает запись, которая не попала в чарты или не была выпущена на этой территории. |      |                               |                               |                               |                               |                 |                         |

### Комментарии
1. ↑  «I Like Girls» не вошёл в чарт Billboard Hot 100, но достиг высшей позиции под номером семь в чарте Bubbling Under Hot 100 Singles chart.

## Другие песни в чартах
| Название                                                                                  | Год  | Максимальная позиция в чарте | Максимальная позиция в чарте | Максимальная позиция в чарте | Альбом |
| Название                                                                                  | Год  | US Bub.                      | US R&B /HH                   | NZ Hot                       | Альбом |
| ----------------------------------------------------------------------------------------- | ---- | ---------------------------- | ---------------------------- | ---------------------------- | ------ |
| «Bad Girls» (при участии Gucci Mane)                                                      | 2019 | 9                            | 50                           | 16                           | Shelby |
| «Nowadays Pt. 2» (при участии Landon Cube)                                                | 2019 | —                            | —                            | 25                           | Shelby |
| «Breathe»                                                                                 | 2019 | —                            | —                            | 31                           | Shelby |
| «—» обозначает запись, которая не попала в чарты или не была выпущена на этой территории. |      |                              |                              |                              |        |